# August Wilhelmj
August Emil Daniel Ferdinand Viktor Wilhelmj (Usingen, 1845. szeptember 21. – London, 1908. január 22.) német hegedűművész, zeneszerző, zenepedagógus.

## Élete
Wilhelmj a pincészet tulajdonosa, August Wilhelm Wilhelmj (1813–1910) és felesége, Charlotte Friederieke Emilie Petry fia volt. Első wiesbadeni órái után Liszt Ferenc ajánlására Dávid Ferdinándnál tanult a Lipcsei Konzervatóriumban, Moritz Hauptmann és Ernst Friedrich Richter irányításával. 1864-től Joachim Raffnál tanult zeneszerzést Wiesbadenben. Első koncertkörútjai célországai 1865-ben Svájc és Hollandia voltak, 1866-ban pedig Londonban lépett fel.
1866. május 29-én feleségül vette Sophie von Liphartot, akit a Gewandhaus koncertmestere, Ferdinand David lipcsei házában ismert meg. A következő tíz évben Európa sok városában koncertezett. 1878 és 1882 között nagy sikerrel turnézott Észak- és Dél-Amerikában, Ázsiában és Ausztráliában.
Játéka erőteljes intonációjáról volt nevezetes, amelyet gyakori vonócserékkel ért el. Ez jelzi a későromantikus értelmezési stílus kezdetét, és elérte a nagy zenekarokhoz és koncerttermekhez igazodó hangvételt.
Az August Wilhelmjt jellemező virtuóz hegedűjátéknak a kezdetektől fogva Richard Wagner volt az egyik tisztelője, aki már korábban is megfordult a szülei házában. Wagner 1875-ben A Nibelung gyűrűje koncertmesterének és első hegedűsének hívta meg a Bayreuther Festspielhausba, és megbízta, hogy állítson össze egy 108 zenészből álló zenekart az előadáshoz.
1894-ben kinevezték a londoni Guildhall School of Music hegedűprofesszorává, ahol 1903-ban munkatársaival megírta a 12 kötetes Modern School for the Violint. Szerkesztői munkásságát klasszikus és romantikus hegedűs irodalom kiadásai dokumentálják, amelyeket gyakorlatra készített elő.

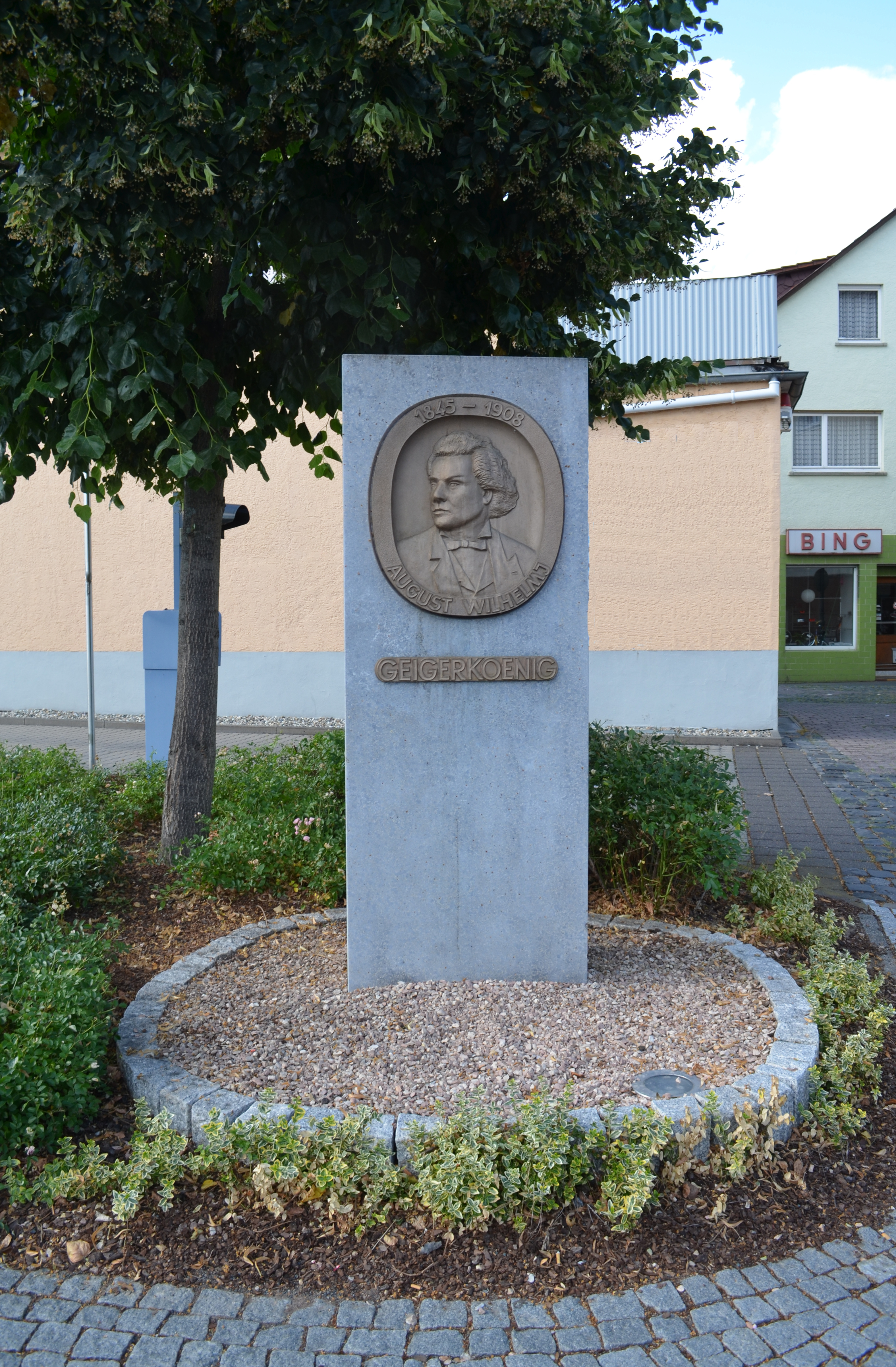
Wilhelmj hegedűs király emlékműve Usingenben

Végső nyughelyét a wiesbadeni Nordfriedhofban találta meg.

## Híres művei
A Johann Sebastian Bach: Air a D-dúr szvitből hegedűfeldolgozást készített, a darabot D-dúr hangnemről C-dúrra ültetve át, így teljes egészében a hegedű negyedik, G-húrján tudta előadni.
Foglalkozott  Frédéric Chopin op. 32 n.1 és n.2 jelzésű, két noktürnjével is, amelyeket akkoriban nagyra értékelt a közönség. 

## Hangszere
Giovanni Francesco Pressenda 1843-ban, Torinóban készített hegedűjén játszott.

## Fordítás
- Ez a szócikk részben vagy egészben  az   August Wilhelmj című olasz Wikipédia-szócikk ezen változatának fordításán alapul.  Az eredeti cikk szerkesztőit annak laptörténete sorolja fel. Ez a jelzés csupán a megfogalmazás eredetét és a szerzői jogokat jelzi, nem szolgál a cikkben szereplő információk forrásmegjelöléseként.
- Ez a szócikk részben vagy egészben  az   August Wilhelmj című német Wikipédia-szócikk ezen változatának fordításán alapul.  Az eredeti cikk szerkesztőit annak laptörténete sorolja fel. Ez a jelzés csupán a megfogalmazás eredetét és a szerzői jogokat jelzi, nem szolgál a cikkben szereplő információk forrásmegjelöléseként.